# NGC 5020
NGC 5020 (również PGC 45883 lub UGC 8289) – galaktyka spiralna z poprzeczką (SBbc), znajdująca się w gwiazdozbiorze Panny. Odkrył ją William Herschel 12 kwietnia 1784 roku.
W galaktyce tej zaobserwowano supernowe SN 1991J i SN 2015D.